# Dreamgirls (film)
Dreamgirls – amerykański film muzyczny z 2006 roku wyreżyserowany przez Billa Condona, a wyprodukowany i wydany przez DreamWorks oraz Paramount Pictures. Film zadebiutował podczas trzech specjalnych pokazów, natomiast premiera oficjalna miała miejsce 25 grudnia 2006 roku.
Dreamgirls otrzymał trzy Złote Globy, w tym dla najlepszego filmu komediowego lub musicalu, a także dwa Oscary, w tym dla Jennifer Hudson jako najlepszej drugoplanowej aktorki.
Dreamgirls stanowi adaptację filmową broadwayowskiego musicalu z 1981 roku o tym samym tytule. Musical oparty był na historii oraz ewolucji amerykańskiej muzyki rhythm and bluesowej w erach doo wopu, soulu, Motown Soundu, funku i disco. Poza tym wersja sceniczna zawiera aluzje do życia i karier członkiń The Supremes. Te powiązania wykorzystane zostały również w filmie. Dreamgirls opowiada historię Effie White, Deeny Jones oraz Lorrell Robinson, trzech młodych wokalistek z Detroit, które uformowały zespół The Dreamettes. Dzięki producentowi oraz agentowi, Curtisowi Taylorowi Jr., grupa zaistniała jako chórek soulowego artysty Jamesa Early’ego. Konflikty zaczęły narastać, gdy Curtis przemienił The Dreamettes w Dreams, nachylając jednocześnie ich twórczość na bardziej popową. Po tym Deena zastąpiła Effie na miejscu zarówno liderki zespołu, jak i partnerki agenta, co zmieniło życie obu kobiet.
W filmowej adaptacji Dreamgirls w głównych bohaterów wcielili się: Jamie Foxx, Beyoncé Knowles, Eddie Murphy oraz Jennifer Hudson. W pozostałych rolach wystąpili m.in.: Danny Glover, Anika Noni Rose, Keith Robinson, Sharon Leal i Hinton Battle.

## Fabuła
Podobnie, jak w oryginalnej wersji, tak i filmowa adaptacja Dreamgirls jest podzielona na dwa akty: pierwszy rozgrywa się w latach 1962–1966, a drugi obejmuje okres 1973–1975.

### Akt I
Akcja filmu rozpoczyna się w 1962 roku w Detroit, kiedy amatorska grupa, znana jako The Dreamettes, bierze udział w konkursie talentów. Za kulisami trzy dziewczyny, Effie White, Deena Jones i Lorell Robinson, przygotowują się do występu. Mimo że przegrywają, zwracają na siebie uwagę Curtisa Taylora Jr., który proponuje im, aby wcieliły się w rolę pobocznego chórku gwiazdy R&B, Jamesa „Thundera” Early’ego. Wokalistki entuzjastycznie reagują na propozycję i wyruszają w trasę koncertową z Jamesem.
Chcąc przedstawić zespół oraz Jimmy’ego szerokiej publiczności, Curtis zakłada własną wytwórnię, Rainbow Records. Za tworzenie tekstów odpowiedzialny zostaje C.C. Jednakże pierwszy promowany przez niego singel nie odnosi sukcesu, dlatego Curtis posuwa się do payoli. Dzięki temu Jimmy i The Dreamettes trafiają na szczyt listy Billboard Hot 100. W międzyczasie Effie wiąże się z Curtisem, a Jimmy, mimo że jest żonaty, wdaje się w romans z Lorrell.
Marty, przyjaciel Jimmy’ego oraz jego współmenedżer, jest nieprzychylny pomysłom Curtisa, aby zwrócić się w stronę muzyki popularnej. Ostatecznie decyduje się zerwać zarówno współpracę, jak i prywatne kontakty z Jimmym. Jednakże, gdy Curtis uświadamia sobie, że nie jest w stanie uczynić z Early’ego w pełni popowego artysty, ponownie kieruje swoją uwagę na The Dreamettes. Wtedy uznaje, że głos Effie jest zbyt „specyficzny”, a jej figura zbyt krągła, aby mogła przyciągnąć białą publiczność. Dlatego dokonuje zmian i główną wokalistką zespołu czyni Deenę.
Z pomocą nowych utworów oraz zmiany wizerunku Curtis transformuje The Dreamettes w The Dreams, dobrze sprzedającą się popową grupę, której popularność konkuruje z szałem na punkcie The Beatles. Effie, która czuje się zdradzona, źle przyjmuje fakt, że nową liderką została Deena. Oddala się od zespołu, a sytuację pogarsza związek Curtisa z Deeną. Kiedy chora Effie nie stawia się na próbach przed debiutanckim koncertem The Dreams w Las Vegas z okazji Sylwestra 1966 roku, Curtis zastępuje ją sekretarką, Michelle Morris. Effie, która właśnie dowiedziała się, że jest w ciąży, przybywa do Caesars Palace równocześnie z Michelle. Po niemal agresywnej kłótni, Effie uświadamia sobie, że została sama - bez grupy i bez Curtisa.

### Akt II
Osiem lat później, w 1973 roku, Effie pozostaje w stanie depresji, jednak jest opiekuńczą matką. Mieszka ze swoją ośmioletnią córką Magic oraz ojcem, Ronaldem, jedyną osobą, która o nie dba.
Tymczasem wytwórnia Rainbow Records przeniosła się do Los Angeles, gdzie prosperuje we współpracy z Deena Jones & The Dreams oraz innymi artystami popowymi. Curtis, chcąc rozszerzyć imperium również o filmy, planuje, wbrew woli Deeny, obecnie swojej żony, zaangażować ją do musicalu Kleopatra. Mimo że Jimmy Early wciąż pozostaje częścią wytwórni, lata największej kariery ma za sobą, a Curtis nie wykazuje zainteresowania ponowną promocją jego twórczości. Ponadto Jimmy jest niezadowolony z układów zarówno ze swoją żoną Melbą, jak i kochanką Lorrell. Wszystko to powoduje, że zaczyna brać narkotyki.
C.C. przez cały czas próbuje odzyskać kontakt ze swoją siostrą Effie, która jednak uparcie ignoruje jego listy oraz pieniądze, które wysyła. Ostatecznie, porzucając dumę, Effie powraca do śpiewu. Marty zostaje jej menedżerem, zaś ona sama zaczyna regularnie występować w małym klubie w Detroit.
W 1974 roku Rainbow Records obchodzi dziesiątą rocznicę, z okazji której w telewizji emitowany jest specjalny program. Jimmy decyduje, że już dłużej nie może śpiewać smutnych utworów, dlatego wkracza na scenę i wykonuje funkową piosenkę w stylu Jamesa Browna. Publiczność jest zachwycona jego postawą, jednak Jimmy posuwa się zbyt daleko, zdejmując spodnie podczas audycji na żywo. Curtis zrywa z nim kontrakt, zaś Lorrell kończy ponad ośmioletni romans.
Krótko po tym C.C. dowiaduje się, że jego najnowsza kompozycja została zmieniona przez Curtisa i upodobniona do wczesnego stylu disco. Dlatego decyduje się porzucić pracę w wytwórni. Jego rezygnacja zostaje jednak przerwana przez doniesienia o śmierci Jimmy’ego, który został znaleziony martwy w hotelu po tym, jak przedawkował heroinę.
C.C. opuszcza Los Angeles oraz Michelle, swoją dziewczynę, i wraca do Detroit, gdzie odnajduje Effie. Na miejscu trwają prace nad jej nowym singlem, „One Night Only”. Piosenka zaczyna zdobywać popularność w lokalnych stacjach radiowych, ale Curtis ponownie ucieka się do payoli. Płaci DJ-om, aby emitowali cover „One Night Only” w wykonaniu Deeny Jones & The Dreams, zamiast wersji oryginalnej. Dzięki temu utwór The Dreams staje się hitem w 1975 roku.
Curtis dowiaduje się o tajnych spotkaniach Deeny z producentem filmowym, planując występ w filmie innym niż Kleopatra. W odpowiedzi na to zwiększa kontrolę nad żoną. Wściekła Deena zakrada się do biura Curtisa, gdzie znajduje dokumenty mówiące o payolach oraz kopię „One Night Only” w wersji Effie. Zszokowana Deena kontaktuje się z C.C. i Effie, którzy przybywają do siedziby wytwórni z Martym oraz prawnikiem.
Deena i Effie godzą się, a Curtis omawia szczegóły umowy z prawnikiem. Ma ona uchronić go przed donosem do FBI o jego praktykach. Poza tym umowa zakładała, że Rainbow Records ufunduje nową wytwórnię dla C.C., w której Effie będzie mogła nagrywać oraz swobodnie dystrybuować własne utwory. Następnie Curtis konfrontuje się z Deeną i dowiaduje się, że sukces Effie zainspirował ją do opuszczenia męża.
W efekcie zespół Deena Jones & The Dreams dał pożegnalny koncert w Detroit Theater. Pod koniec występu Effie dołączyła do Deeny, Lorrell i Michelle na scenie. The Dreams finałowo zaśpiewały swój popisowy utwór, „Dreamgirls”, z Effie na czele. Gdy koncert się zakończył Curtis dostrzegł w pierwszym rzędzie Magic i uświadomił sobie, że jest ojcem dziewczynki.

## Obsada
- Jamie Foxx jako Curtis Taylor Jr., postać oparta na założycielu Motown, Berrym Gordym Jr.[2] Curtis był początkowo właścicielem salonu Cadillaca, po czym założył własną wytwórnię Rainbow Records, a za cel postawił sobie, aby jego afroamerykańscy artyści cieszyli się popularnością wśród białej publiczności. Początkowo związany z Effie, później uwagę zarówno zawodową, jak i prywatną skupił na Deenie.
- Beyoncé Knowles jako Deena Jones, postać oparta na wokalistce Dianie Ross[3]. Deena jest nieśmiałą, młodą kobietą, która staje się gwiazdą po tym, jak Curtis wybiera ją na liderkę The Dreams. Zostaje żoną Curtisa, a po kilku latach małżeństwa uświadamia sobie, że mąż miał nad nią pełną kontrolę, i w życiu zawodowym, i prywatnym. Knowles otrzymała za swoją kreację nominację do Złotego Globa.
- Eddie Murphy jako James „Thunder” Early, postać oparta na wokalistach soulowych, takich jak: James Brown, Jackie Wilson oraz Marvin Gaye[2]. Jimmy jest jednym z artystów Rainbow Records, po latach sukcesów jego kariera staje w miejscu, zaś on sam popada w uzależnienie od narkotyków. Umiera po przedawkowaniu heroiny. Murphy wygrał za tę rolę nagrodę Złotego Globa, a także był nominowany do Oscara.
- Jennifer Hudson jako Effie White, postać inspirowana Florence Ballard[3], Ettą James oraz Arethą Franklin[2]. Postawna Effie wycofuje się z przemysłu muzycznego, gdy zostaje odrzucona przez Curtisa zawodowo oraz prywatnie. Za tę rolę Hudson nagrodzona została Oscarem i Złotym Globem.
- Anika Noni Rose jako Lorrell Robinson, postać inspirowana Mary Wilson[4]. Jest członkinią The Dreams; popada w romans z Jimmym, który trwa kilka lat.
- Danny Glover jako Marty Madison. Pierwszy menedżer Jimmy’ego, później współpracuje z Effie.
- Keith Robinson jako C.C. White, postać oparta na wicedyrektorze Motown, artyście i tekściarzu Smokeyu Robinsonie[5]. Jest młodszym bratem Effie i głównym tekściarzem The Dreamettes. Później zarządza własną wytwórnią.
- Sharon Leal jako Michelle Morris, postać oparta na Cindy Birdsong[6]. Zastępuje Effie w zespole i tworzy związek z C.C. Początkowo jest sekretarką Curtisa, później dołącza do grupy.
- Hinton Battle jako Wayne. Jest sprzedawcą w salonie Cadillaca, należącym do Curtisa. Zostaje pierwszym producentem w Rainbow Records oraz głównym współpracownikiem Curtisa.

W Dreamgirls wystąpili poza tym: Mariah I. Wilson jako Magic, córka Effie; Yvette Cason jako May Jones, matka Deeny; Ken Page jako właściciel klubu, Max Washington; Alexander Folk jako Ronald White, ojciec Effie i C.C. Występy cameo należą do m.in.: Johna Lithgowa i Johna Krasinskiego jako producenta filmowego oraz reżysera; Jaleela White’a jako pracownika Detroit Theater; Dawnn Lewis jako Melby Early, żony Jimmy’ego; Loretty Devine, która w oryginale wcieliła się w rolę Lorrell na Broadwayu, jako jazzowa wokalistka w klubie, śpiewająca „I Miss You Old Friend”; Laura Bell Bundy, weteranka Broadwayu, znana z m.in. musicali Legalna blondynka i Hairspray.
Dodatkowo w filmie pojawia się wielu fikcyjnych artystów, stanowiących aluzje albo analogie dla prawdziwych twórców, w tym: Little Albert & the Tru-Tones (Little Anthony & The Imperials), Tiny Joe Dixon (B.B. King), The Family Funk (Sly and the Family Stone) oraz The Campbell Connection (The Jackson 5).

## Utwory
| Akt I 1. „I’m Lookin' for Something” – The Stepp Sisters 2. „Takin' the Long Way Home” - Tiny Joe Dixon 3. „Move” – The Dreamettes 4. „Fake Your Way to the Top” - James „Thunder” Early & the Dreamettes 5. „Cadillac Car” - James „Thunder” Early & the Dreamettes 6. „Cadillac Car (Reprise)” - Dave & the Sweethearts 7. „Steppin’ to the Bad Side” - Curtis Taylor Jr., C.C. White, Wayne, James „Thunder” Early & the Dreamettes, Chorus 8. „Love You I Do” - Effie White 9. „I Want You Baby” - Jimmy Early & the Dreamettes 10. „Family” - C.C. White, Effie White, Curtis Taylor Jr., Deena Jones, Lorrell Robinson 11. „Dreamgirls” – The Dreams 12. „Heavy” – The Dreams 13. „It's All Over” - Effie White, Deena Jones, Lorrell Robinson, Michelle Morris, C.C. White, Curtis Taylor Jr. 14. „And I Am Telling You I’m Not Going” - Effie White 15. „Love Love Me Baby” - Deena Jones & the Dreams | Akt II 1. „I’m Somebody” - Deena Jones & the Dreams 2. „When I First Saw You” - Curtis Taylor Jr. 3. „Patience” - Jimmy Early, Lorrell Robinson, C.C. White, Chorus 4. „I Am Changing” - Effie White 5. „Perfect World” – The Campbell Connection 6. „I Meant You No Harm/Jimmy’s Rap” - Jimmy Early 7. „Lorrell Loves Jimmy” - Lorrell Robinson 8. „Family (Reprise)” - Deena Jones & the Dreams 9. „Step on Over” - Deena Jones & the Dreams 10. „I Miss You Old Friend” - Jazz Singer 11. „Effie, Sing My Song” - C.C. White, Effie White (usunięty z wersji kinowej, dostępny na DVD) 12. „One Night Only” - Effie White 13. „One Night Only (Disco)” - Deena Jones & the Dreams 14. „Listen” - Deena Jones 15. „Hard to Say Goodbye” - Deena Jones & the Dreams 16. „Dreamgirls” – The Dreams |

## Produkcja

### Przygotowania
Od lat 80. pojawiło się kilka różnych pomysłów na produkcję filmowej adaptacji broadwayowskiego musicalu Dreamgirls. David Geffen, który nabył do niego prawa, odrzucał kolejne oferty studiów filmowych. W 1987 roku Geffen związał się z wytwórnią Warner Bros., która umożliwiła mu otwarcie własnej firmy produkującej filmy, Geffen Pictures. Właśnie wtedy Geffen skontaktował się z producentem i tekściarzem Howardem Ashmanem, aby ten zaadaptował scenariusz z myślą o Whitney Houston, która miała wcielić się w rolę Deeny. Produkcja stanęła jednak pod znakiem zapytania, gdyż wokalistka chciała śpiewać zarówno utwory Deeny, jak i Effie, a zwłaszcza „And I Am Telling You I’m Not Going”. Z tego powodu prace nad filmem zostały odwołane.
W 1994 roku David Geffen został współzałożycielem DreamWorks SKG, rozwiązując jednocześnie Geffen Pictures. Prawa do Dreamgirls pozostały tymczasem w wytwórni Warner Bros. Studio planowało pod koniec lat 90. powierzyć reżyserię obrazu Joelowi Schumacherowi, podążając za sukcesem filmu biograficznego o Tinie Turner What’s Love Got to Do with It. Schumacher widział w roli Deeny Lauryn Hill, natomiast w roli Effie Kelly Price. Wcześniej jednak Warner wyprodukował inny biopic, Why Do Fools Fall in Love, opowiadający o Frankie’em Lymonie. Film okazał się porażką kasową, dlatego wytwórnia zdecydowała o zaprzestaniu produkcji Dreamgirls.
Adaptacja Dreamgirls wyprodukowana została przez DreamWorks w odpowiedzi na sukces filmowej wersji musicalu Chicago. Scenarzysta i reżyser Bill Condon, autor scenariusza do Chicago, poznał producenta Laurence’a Marka w 2002 roku na jednym z przyjęć, gdzie rozmawiali na temat możliwej wersji filmowej Dreamgirls. Następnie spotkali się z Geffenem i przekonali go do pomysłu adaptacji musicalu.

### Zmiany w scenariuszu
Mimo że scenariusz filmu jest zbliżony do wersji musicalowej, to jednak dokonano pewnych zmian. Główna akcja została przeniesiona z Chicago do Detroit, miasta, w którym początki miała wytwórnia Motown Records oraz zespół The Supremes. Natomiast poszczególni bohaterowie zostali jeszcze bardziej upodobnieni do swoich pierwowzorów z prawdziwego życia, do czego przyczynił się Geffen. Na przykład, imperium Curtisa Taylora wyrasta na sukcesie Deeny Jones & The Dreams, podobnie jak Motown Berry’ego Gordy’ego na The Supremes, a postać C.C. wyraźnie nawiązuje do historii Smokeya Robinsona.
Studio Warner Bros. zatrzymało prawa do Dreamgirls i postanowiło wyprodukować obraz we współpracy z DreamWorks. Jednakże, po wszystkich castingach, budżet filmu oszacowany został na 73 miliony dolarów, dlatego Warner wycofał się z produkcji. Geffen zdecydował, że w tej sytuacji sam wcieli się w rolę współproducenta, a następnie zaangażował Paramount Pictures we współfinansowanie Dreamgirls. Gdy prace nad filmem zostały ukończone budżet wyniósł w sumie 75 milionów dolarów, czyniąc z Dreamgirls najdroższy film w historii, w którym zagrali wyłącznie czarnoskórzy aktorzy.

### Casting i próby
Producenci chcieli, aby w główną rolę, Curtisa Taylora, wcielił się Jamie Foxx, ale DreamWorks nie mogła spełnić jego wymagań finansowych. Dlatego zaczęto poszukiwać innych kandydatów, a wśród nich wymieniano przede wszystkim Denzela Washingtona, Willa Smitha i Terrence’a Howarda. W międzyczasie do roli Deeny wytypowana została wokalistka Beyoncé Knowles, która pozytywnie wypadła podczas próby ekranowej. Beyoncé musiała w trakcie kręcenia zrzucić na wadze, aby nadać dojrzałej Deenie wygląd inny niż w młodości. Z tego powodu przeszła na specjalną dietę, złożoną z wody oraz pieprzu kajeńskiego, dzięki której szybko pozbyła się zbędnych kilogramów. Jednak po zakończeniu prac na planie ponownie wróciła do dawnej wagi. Komik Eddie Murphy, który w latach 80. próbował również sił w muzyce, wyznaczony został do roli Jamesa Early’ego przez Jeffreya Katzenberga, współzałożyciela DreamWorks. Tym samym Dreamgirls był pierwszym filmem Murphy’ego w Paramount od 1995 roku, kiedy wystąpił w Wampirze z Brooklynu.
Gdy Foxx dowiedział się, że do obsady dołączyli Knowles oraz Murphy zdecydował się na udział w filmie oraz wynagrodzenie niższe niż początkowo oczekiwał. Oryginalnie w rolę C.C. White’a miał wcielić się Usher, jednak negocjacje nad kontraktem nie powiodły się, gdyż wokalista nie mógł poświęcić wymaganej ilości czasu, ponad pół roku, na produkcję. Propozycję zagrania C.C. otrzymał następnie André 3000 z OutKast, który także ją odrzucił. Rozważano, aby w rolę wcielił się Omarion, ale ostatecznie powierzono ją Keithowi Robinsonowi.
Anika Noni Rose zdobyła rolę Lorrell Robinson na drodze castingu. Ze względu na to, że Rose była znacznie niższa od pozostałych członków obsady, podczas nagrywania filmu musiała przez cały czas chodzić w butach na wysokich obcasach, co, jak przyznała, wywoływało u niej dyskomfort. Najtrudniejszą decyzję stanowił wybór odtwórczyni roli Effie, centrum emocjonalnego całej opowieści. Na przesłuchania zgłosiły się 783 śpiewające aktorki, a wśród nich Fantasia Barrino, Jennifer Hudson, Nicci Gilbert, Raven-Symoné oraz Capathia Jenkins. Ostatecznie zdecydowano, że Effie zagra Hudson, która musiała przytyć kilka kilogramów, aby upodobnić się do postaci. W odpowiedzi na to Barrino zadzwoniła do Jennifer i żartobliwie powiedziała, że ta „ukradła jej rolę”.
Po wyborze Hudson w listopadzie 2005 roku, obsada Dreamgirls rozpoczęła próby z Condonem oraz choreografami, Aakomonem „AJ” Jonesem i Fatimą Robinson. Tymczasem ekipa zajmująca się muzyką zaczęła nagrywać z aktorami i muzykami piosenki do filmu. Mimo że próby zakończyły się w grudniu 2005 roku, Bill Condon postanowił, że Hudson jeszcze przez tydzień będzie samodzielnie ćwiczyć, aby mogła bardziej upodobnić się do Effie, czyli muzycznej divy.
Loretta Devine, która zagrała Lorrell w wersji oryginalnej, pojawiła się gościnnie w filmie w roli jazzowej wokalistki, wykonującej utwór „I Miss You Old Friend”. Innym członkiem pierwotnej obsady był Hinton Battle, który w Dreamgirls wcielił się w postać Wayne’a, asystenta Curtisa.

### Rozpoczęcie prac
Prace na planie Dreamgirls rozpoczęły się 6 stycznia 2006 roku. Pierwsza zarejestrowana scena stanowiła schemat taneczny do pierwszej połowy utworu „Steppin’ to the Bad Side”. Materiał ten został jednak usunięty z filmu. Obraz kręcony był głównie w Los Angeles Center Studios oraz na terenie całego miasta. Część ujęć pochodzi również z Detroit, Miami i Nowego Jorku. Duet Jules’a Fishera oraz Peggy Eisenhauer zajął się oświetleniem; ich zadaniem było wykorzystanie technik oświetlenia teatralnego w muzycznych fragmentach filmu.
Kręcenie najważniejszych scen zakończyło się 8 kwietnia 2006 roku, tuż po czterech dniach, w trakcie których rejestrowano „And I Am Telling You I’m Not Going” w wykonaniu Hudson.

### Muzyka
Odpowiedzialni za muzykę Randy Spendlove i Matt Sullivan zatrudnili duet produkcyjny The Underdogs, aby dwójka stworzyła nowe aranżacje ścieżki dźwiękowej Henry’ego Kriegera i Toma Eyena z oryginalnego musicalu. Mieli oni nadać utworom klimat właściwy dla czasów, w których rozgrywa się akcja Dreamgirls. W trakcie produkcji do prac został zaangażowany kompozytor Stephen Trask, aby jeszcze bardziej rozbudować materiał dźwiękowy.
Dopasowanie ścieżki do filmu Dreamgirls wymagało redukcji utworów, zawartych w musicalu. Duża część recytacji oraz śpiewanych dialogów zastąpiona została dialogami mówionymi. Podczas gdy większość najważniejszych piosenek musicalowych pojawia się również w filmie, 9 z 32 indywidualnych numerów zostało usuniętych z kinowej wersji Dreamgirls. Wśród nich były m.in.: solo Lorrell „Ain’t No Party”, „Press Conference” oraz „Party, Party”. Natomiast kilka innych utworów wykorzystanych zostało w innych kontekstach; pierwsza połowa „I Miss You, Old Friend” jest w musicalu śpiewana przez kwartet, gdy C.C. i Effie spotykają się po raz pierwszy po kilku latach, a w filmie, dla Jimmy’ego, wykonuje ją jazzowa wokalistka.
W filmie pojawiły się cztery nowe utwory: „Love You I Do”, „Patience”, „Perfect World” oraz „Listen”, które zostały skomponowane przez Henry’ego Kriegera, twórcę muzyki do oryginalnej wersji Dreamgirls. Po śmierci Eyena w 1991 roku, Krieger zaprosił do współpracy wielu tekściarzy. „Love You I Do”, ze słowami autorstwa Siedah Garrett, wykonywana jest przez Effie podczas prób w Rainbow Records. Willie Reale napisał tekst do „Patience”, utworu śpiewanego przez Jimmy’ego, Lorrell, C.C. i chór gospelowy. „Perfect World”, również napisany przez Garrett, wykonywany jest przez zespół The Campbell Connection, inspirowany Jackson 5. W strukturę muzyczną „Listen” wkład mieli Scott Cutler oraz Beyoncé Knowles, natomiast autorką słów była Anne Preven. Piosenka jest wykonywana przez Deenę w kluczowym momencie jej życia.
Ścieżka dźwiękowa, Dreamgirls: Music from the Motion Picture, została wydana 5 grudnia nakładem Music World Entertainment i Columbia Records. Dostępna jest w dwóch wersjach: jednodyskowej oraz deluxe, złożonej ze wszystkich piosenek filmowych. Standardowa edycja zajęła 1. miejsce listy Billboard 200 i rozeszła się w sumie w ponad milionie kopii na terenie Stanów Zjednoczonych. „Listen” był pierwszym oficjalnym singlem z soundtracku, wspieranym dodatkowo przez wideoklip. „And I Am Telling You I’m Not Going” był drugim i ostatnim singlem promującym album.

## Przyjęcie

### Premiera
Dreamgirls miał premierę 4 grudnia 2006 roku w nowojorskim Ziegfeld Theatre, gdzie otrzymał owacje na stojąco. 11 grudnia film zadebiutował w Wilshire Theater w Los Angeles.
Podążając drogą wyznaczoną przez starsze musicale, w tym m.in. West Side Story, Dreamgirls zadebiutował trzema dziesięciodniowymi specjalnymi pokazami, które rozpoczęły się 15 grudnia. Odbyły się one w Ziegfeld Theatre w Nowym Jorku, Cinerama Dome w Los Angeles i AMC Metreon 15 w San Francisco. Koszt biletu wynosił 25 dolarów; cena premium obejmowała dodatkowy, złożony z 48 kolorowych stron, program filmu oraz limitowany litograf. Tym samym Dreamgirls był pierwszym filmem z tzw. road showem od czasu Człowieka z La Manchy z 1972 roku. Obraz zarobił na tychże pokazach, wyświetlanych dla pełnej publiczności, 851.664 dolarów. Krajowa premiera filmu miała miejsce 25 grudnia. Z kolei poza Stanami Zjednoczonymi Dreamgirls zadebiutował 18 stycznia w Australii, a 2 lutego w Wielkiej Brytanii. W pozostałych krajach premiery następowały od stycznia do marca. W sumie dochód Dreamgirls wyniósł 103 miliony dolarów w Stanach Zjednoczonych oraz 154 miliony dolarów na całym świecie.
1 maja 2007 roku DreamWorks Home Entertainment wydał Dreamgirls w formatach DVD, HD DVD oraz Blu-ray. DVD ukazało się w dwóch wersjach: jednodyskowej oraz dwupłytowej edycji, zwanej „Showstopper”. Zawiera ona dokument na temat produkcji filmu, a także materiały związane z oprawą filmu. Oba warianty zawierały, jako dodatki, rozszerzone wersje utworów filmowych, w tym scenę z „Effie, Sing My Song”, która została usunięta z obrazu.
Wydania Blu-ray i HD DVD ukazały się na dwóch dyskach. Dreamgirls był pierwszym filmem DreamWorks, który został wydany w formacie HD.

### Reakcje
Oceny Dreamgirls były generalnie pozytywne, a film zyskał w sumie 78% przychylnych recenzji według Rotten Tomatoes. Peter Travers z magzynu Rolling Stone przyznał obrazowi 3.5/4 gwiazdki, a także umieścił go na 2. miejscu listy najlepszych filmów 2006 roku. David Rooney z Variety napisał, że Dreamgirls zawiera „ogromnie ekscytujące sekwencje musicalowe” oraz, iż „po tym, jak Upiór w operze, Rent i  Producenci spartaczyli transfer ze sceny na ekran, Dreamgirls wykonał go dobrze.”
W programie Ebert & Roeper, 10 grudnia 2006 roku, Richard Roeper gościł recenzentkę Aishę Tyler, która dała Dreamgirls „dwa kciuki do góry”, jednak Roeper uznał go za „bardzo konwencjonalny” oraz „niewystarczająco oddziaływający na serce i duszę”. Mimo to Roeper przyznał, że Dreamgirls przypadł mu do gustu, wymieniając wykonanie „And I Am Telling You I’m Not Going” przez Hudson za najlepszy moment kulminacyjny ze wszystkich obrazów 2006 roku, a także chwaląc występ Murphy’ego, podsumował, iż „ludzie pokochają ten film”. Kirk Honeycutt z The Hollywood Reporter był mniej entuzjastyczny, pisząc, że Dreamgirls był „cholernie dobrym filmem komercyjnym, jednak nie filmem, który ożywiłby musical albo z nim wygrał”. Ed Gonzales z witryny internetowej Slant uznał Dreamgirls za „zbyt błyszczący” i napisał, że „film nie stara się przekazać emocji, które ogarniały bohaterów”.
Wiele recenzji, poza wyrażaniem ogólnych opinii o filmie, wymieniało role Hudson i Murphy’ego jako wyróżniające się na tle pozostałych. Peter Travers określił wykonanie „Jimmy’s Rap” przez Murphy’ego za jego „najlepszy moment na wielkim ekranie”. Oprah Winfrey, osobowość telewizyjna, obejrzała Dreamgirls 15 listopada podczas pokazu dla dziennikarzy. W reakcji na to, kolejnego dnia, podczas nagrywania następnego odcinka programu Oprah zadzwoniła na antenie do Hudson i pochwaliła jej występ, określając go jako „doświadczenie religijne”.
Jennifer Holliday, która wcieliła się w rolę Effie w oryginalnym musicalu, wielokrotnie wyrażała rozczarowanie faktem, że nie została zaangażowana w projekt. Inni członkowie ówczesnej obsady, a wśród nich: Obba Babatundé, Vondie Curtis-Hall i Cleavant Derricks uczestniczyli w wywiadzie dla magazynu Jet, w którym dyskutowali na temat scenariusza oraz produkcji filmu.

### Nagrody
DreamWorks i Paramount rozpoczęły kampanię Dreamgirls, kiedy film był jeszcze na etapie produkcji. W lutym 2006 roku dziennikarze zostali zaproszeni na plan, aby wziąć udział w specjalnym pokazie na temat tworzenia obrazu, w trakcie którego obsada wykonała na żywo „Steppin’ to the Bad Side”. Trzy miesiące później dwudziestominutowy fragment filmu, ukazujący muzyczne sekwencje „Fake Your Way to the Top”, „Family”, „When I First Saw You” i „Dreamgirls”, został wyświetlony w ramach 59. Festiwalu Filmowego w Cannes, w obecności większości członków obsady oraz ekpiy produkcyjnej. Pozytywny odzew spowodował, że Dreamgirls uznany został za faworyta w wyścigu po nagrody Akademii w kilku kategoriach, a przede wszystkim za najlepszy film.
Podążając za sukcesem w Cannes, DreamWorks i Paramount rozpoczęły szeroką kampanię reklamową, prezentującą Jennifer Hudson jako kandydatkę do nominacji do Oscara w kategorii najlepsza aktorka drugoplanowa oraz Beyoncé Knowles jako kandydatkę do nominacji w kategorii najlepsza aktorka. Propozycja, aby właśnie Knowles stanowiła uczestniczkę rywalizacji o statuetkę dla najlepszej aktorki była w interesujący sposób powiązana z samym filmem i stosunkami Effie i Deeny.
Dreamgirls zdobył osiem nominacji do Nagród Akademii Filmowej w sześciu kategoriach, najwięcej ze wszystkich dzieł, uczestniczących w kompetencji w 2007 roku. Mimo to Dreamgirls nie otrzymał nominacji w najważniejszych kategoriach, czyli na przykład najlepszy film lub najlepsza reżyseria. Nominacje obejmowały kategorie: najlepszy aktor drugoplanowy (Eddie Murphy), najlepsza aktorka drugoplanowa (Jennifer Hudson), najlepsze kostiumy, najlepsza dyrekcja artystyczna, najlepszy montaż dźwięku oraz trzy nominacje w kategorii najlepsza piosenka („Listen”, „Love You I Do” i „Patience”). Dreamgirls był pierwszym filmem obyczajowym, który uzyskał trzy nominacje do najlepszej piosenki; wcześniej dokonały tego tylko animacje: Piękna i Bestia (1991) oraz Król lew (1994). W dodatku Dreamgirls był pierwszym obrazem w historii Oscarów, który zyskał największą liczbę nominacji, nie będąc nominowanym w kategorii najlepszy film. Sytuacja ta została okrzyknięta przez prasę jako lekcewaga ze strony Akademii. Niektórzy dziennikarze nie kryli szoku spowodowanego decyzją, zaś inni uznali ją za backlash. Głos w tej sprawie zabrał nawet reżyser Dreamgirls Bill Condon, który powiedział: „myślę, że członkom Akademii po prostu bardziej spodobały się inne filmy”, a także dodał: „nawet gdyby nas nominowano, i tak byśmy nie wygrali”.
25 lutego 2007 roku, podczas 79. ceremonii wręczenia Oscarów, Dreamgirls wygrał dwie nagrody w kategoriach: najlepsza aktorka drugoplanowa oraz najlepszy montaż dźwięku. Hudson stała się jednocześnie jedną z niewielu aktorek, uhonorowanych statuetką za debiutancką rolę. Wielu krytyków uznało za dość rozczarowujący fakt przegranej Murphy’ego na rzecz Alana Arkina. Beyoncé Knowles, Jennifer Hudson, Anika Noni Rose i Keith Robinson
wykonali mieszankę trzech piosenek z Dreamgirls, nominowanych w kategorii najlepsza piosenka. Ostatecznie statuetkę wygrał jednak utwór „I Need to Wake Up” z filmu dokumentalnego Niewygodna prawda.
Dreamgirls nominowany był do Złotych Globów w pięciu kategoriach: najlepsza komedia lub musical, najlepsza aktorka w komedii lub musicalu (Beyoncé Knowles), najlepszy aktor drugoplanowy (Eddie Murphy), najlepsza aktorka drugoplanowa (Jennifer Hudson), a także najlepsza oryginalna piosenka („Listen”). Film zyskał w sumie trzy statuetki: dla najlepszej komedii lub musicalu, najlepszego aktora drugoplanowego oraz najlepszej aktorki drugoplanowej. Dreamgirls zdobył również osiem nominacji do NAACP Image Awarda, ostatecznie wygrywając w dwóch kategoriach: najlepsza aktorka drugoplanowa (Jennifer Hudson) i najlepszy album (ścieżka dźwiękowa).
Film zdobył dwie nagrody Screen Actors Guild Awards w kategoriach: najlepsza aktorka drugoplanowa (Jennifer Hudson) i najlepszy aktor drugoplanowy (Eddie Murphy). Poza tym nominowany był również do statuetki dla najlepszej obsady. Dreamgirls zdobył nominację dla najlepszego filmu do nagrody Producers Guild of America, a Bill Condon nominowany był w kategorii najlepszy reżyser do Directors Guild of America Awards. British Academy of Film and Television Arts przyznała obrazowi dwie nagrody: dla najlepszej aktorki drugoplanowej (Jennifer Hudson) i najlepszej muzyki (Henry Krieger).
Dreamgirls otrzymał jedenaście nominacji do Satellite Awards, wygrywając cztery nagrody: dla najlepszego filmu - komedii lub musicalu, najlepszego reżysera (Bill Condon), najlepszej aktorki drugoplanowej (Jennifer Hudson) i najlepszego montażu dźwięku. Dreamgirls otrzymał również jedenaście rekordowych nominacji do Black Reel Awards, zdobywając sześć, a wśród nich statuetkę dla najlepszego filmu.
Piosenka „Love You I Do” wygrała statuetkę Grammy w kategorii najlepsza piosenka filmowa. Do nagrody Grammy nominowana była również ścieżka dźwiękowa Dreamgirls w kategorii najlepszy kompilacyjny soundtrack.
26 czerwca 2007 roku gala BET Awards rozpoczęła się występem Jennifer Hudson i Jennifer Holliday, które wspólnie wykonały „And I Am Telling You I’m Not Going”. Tego samego wieczora Hudson otrzymała statuetkę dla najlepszej aktorki.
American Film Institute wyróżnił Dreamgirls jako jeden z dziesięciu najlepszych filmów 2006 roku.

### Produkty promocyjne
Tuż przed premierą filmu DreamWorks Pictures i cenzor oryginalnej sztuki The Tams-Witmark Music Library ogłosiły, że pokryją koszty licencyjne wszystkich nieprofesjonalnych wystawień scenicznych Dreamgirls w roku kalendarzowym 2006. Chciano przez to nakreślić wśród szerokiej publiczności historię zawartą w filmie. W odpowiedzi ponad pięćdziesiąt liceów, college’ów, teatrów społecznościowych oraz innych niekomercyjnych grup podjęło się realizacji sztuki, co kosztowało DreamWorks ponad 250.000 dolarów, wydanych na udostępnianie licencji.
Denene Millner napisała nową wersję Dreamgirls, adaptującą oficjalny scenariusz filmu w formie rozdziałów, wspieraną przez czternaście stron fotografii z filmu. Książka wydana została 31 października 2006 roku, a scrapbook, zatytułowany Dreamgirls: The Movie Musical, ukazał się 27 marca 2007 roku. Edycja limitowana przewodnika po filmie, którą można było nadobyć była podczas serii pokazów w ramach road show, stała się ogólnodostępna w lutym.
Tonnor Doll Company dopuściła dodatkowo do sprzedaży kolekcję lalek The Dreamettes, złożoną z postaci Deeny, Lorrell i Effie. Premiera lalek była niemal równoczesna, co debiut filmu.

## Aluzje do wydarzeń faktycznych
Poza elementami fabuły zawartymi wcześniej w musicalowym pierwowzorze, do filmu dodano kolejne aluzje do zespołu Supremes, Motown oraz historii R&B i soulu. W jednej ze scen Effie wkracza do biura Curtisa i rozmawia z nim na temat ostatniego albumu Rainbow Records, The Great March to Freedom, zawierającego przemówienia Martina Luthera Kinga Jr. Płyta ta stanowi autentyczne wydawnictwo Motown z czerwca 1963 roku. Kolejna scena ukazuje Curtisa i The Dreams podczas sesji nagraniowych w studiu, podczas gdy na zewnątrz mają miejsce zamieszki. Dla porównania, studio Motown, Hitsville U.S.A. pozostawało otwarte i aktywne w trakcie zamieszek na 12. ulicy w Detroit w lipcu 1967 roku. Montaż sesji zdjęciowej, towarzyszącej „When I First Saw You” oraz Deena zmuszana przez męża do występu w Kleopatrze odzwierciedlają produkcję oraz sceny z filmu Mahogany. Główną rolę zagrała w nim Diana Ross, zaś sam obraz wyreżyserowany został przez CEO Motown, Berry’ego Gordy’ego Jr. Tak jak Dreamgirls, Mahogany również był dystrybuowany przez Paramount Pictures.
Wśród jeszcze dokładniejszych odniesień do rzeczywistości jest adaptacja okładek albumów Supremes dla płyt nagrywanych w Dreamgirls przez The Dreams. W trzech płytach Sumpremes - Let the Sunshine In, Cream of the Crop i Touch - zmieniono jedynie zdjęcia oraz nazwy zespołu na Deena Jones & The Dreams. Kolejny album widoczny w Dreamgirls, Meet the Dreams, został zapożyczony od okładek wydawnictw Supremes - More Hits by the Supremes oraz The Supremes A' Go-Go. Poza tym Brewster-Douglass Housing Projects, gdzie dorastały Diana Ross, Mary Wilson, a także Florence Ballard ukazany jest w filmie jako miejsce, gdzie wychowały się członkinie The Dreamettes.
Diana Ross, która przez cały czas krytykowała broadwayowską wersję Dreamgirls, powiedziała, że nie widziała filmowej adaptacji. Z kolei Mary Wilson uczestniczyła w premierze obrazu w Los Angeles, po czym przyznała, że Dreamgirls doprowadził ją do łez i był „bliższy prawdzie niż zdawano sobie sprawę”.
Smokey Robinson był jednak mniej przychylny aluzjom Dreamgirls' do historii Motown. W wywiadzie dla NPR w styczniu 2007 roku Robinson sprzeciwił się sposobowi przedstawienia Berry’ego Gordy’ego za pośrednictwem Curtisa Taylora jako „złego charakteru”, który posuwa się do payoli i innych nielegalnych działań. Swoje zdanie powtórzył później w wywiadzie dla Access Hollywood, dodając, że w jego opinii DreamWorks i Paramount powinny przeprosić Gordy’ego. 23 lutego, na tydzień przed ceremonią rozdania Oscarów, obie wytwórnie wystosowały przeprosiny wobec Gordy’ego oraz ludzi powiązanych z Motown. Krótko po tym Gordy wydał oświadczenie, że akceptuje przeprosiny.
Motyw payoli pojawiający się w filmie zaczerpnięty został z postępowania Gordy’ego i innych przedstawicieli Motown, co potwierdził Michael Lushka, jeden z dyrektorów wytwórni. W filmie znajduje się kilka odniesień do mafii, z którą miał być powiązany Curtis oraz sama wytwórnia Rainbow Records. Gordy był podejrzewany, chociaż nigdy nie udowodniono mu winy, o korzystanie ze wsparcia mafii w finansowaniu Motown w późniejszych latach jej funkcjonowania.

## Nagrody
| - Nagroda Akademii Filmowej - Najlepszy aktor drugoplanowy (Eddie Murphy) – Nominacja - Najlepsza aktorka drugoplanowa (Jennifer Hudson) – Wygrana - Scenografia – Nominacja - Kostiumy – Nominacja - Montaż dźwięku – Wygrana - Oryginalna piosenka - „Listen” (Henry Krieger, Scott Cutler, Anne Preven) – Nominacja - „Love You I Do” (Henry Krieger, Siedah Garrett) – Nominacja - „Patience” (Henry Krieger, Willie Reale) – Nominacja - African-American Film Critics Association Awards - Najlepszy film – Wygrana - Najlepszy aktor drugoplanowy (Eddie Murphy) – Wygrana - Najlepsza aktorka drugoplanowa (Jennifer Hudson) – Wygrana - Najlepsza reżyseria (Bill Condon) – Wygrana - American Film Institute Awards 2006 - Najlepsze filmy 2006 roku - Asian Excellence Awards - Najlepsza aktorka drugoplanowa (Sharon Leal) – Nominacja - BAFTA Film Awards - Najlepsza aktorka drugoplanowa (Jennifer Hudson) – Wygrana - Najlepsza muzyka (The Anthony Asquith Award) – Nominacja - BET Awards - Najlepsza aktorka (Jennifer Hudson) – Wygrana - Najlepszy aktor (Eddie Murphy) – Nominacja - Najlepszy aktor (Jamie Foxx) – Nominacja - Black Reel Awards - Najlepszy film – Winner - Najlepszy aktor (Jamie Foxx) – Nominacja - Najlepsza aktorka (Beyoncé Knowles) – Nominacja - Najlepszy aktor drugoplanowy (Eddie Murphy) – Nominacja - Najlepsza aktorka drugoplanowa (Jennifer Hudson) – Wygrana - Najlepszy debiutancki występ (Jennifer Hudson) – Wygrana - Najlepsza oryginalna ścieżka dźwiękowa (Harvey Mason Jr. & Damon Thomas) – Wygrana - Najlepszy oryginalny soundtrack (DreamWorks SKG/Music World/Columbia) – Wygrana - Najlepsza piosenka - „And I Am Telling You I’m Not Going” (wykonywana przez Jennifer Hudson) – Wygrana - „Listen” (wykonywana przez Beyoncé Knowles) – Nominacja - „One Night Only” (wykonywana przez Jennifer Hudson) – Nominacja - Broadcast Film Critics Association - Najlepszy film – Nominacja - Najlepszy aktor drugoplanowy (Eddie Murphy) – Wygrana - Najlepsza aktorka drugoplanowa (Jennifer Hudson) – Wygrana - Najlepsza obsada – Nominacja - Najlepsza reżyseria (Bill Condon) – Nominacja - Najlepsza piosenka: „Listen” (Henry Krieger, Anne Preven, Scott Cutler, Beyoncé Knowles) – Wygrana - Najlepsza ścieżka dźwiękowa – Wygrana | - Złote Globy - Najlepszy film – komedia lub musical – Wygrana - Najlepsza aktorka – komedia lub musical (Beyoncé Knowles) – Nominacja - Najlepszy aktor drugoplanowy (Eddie Murphy) – Wygrana - Najlepsza aktorka drugoplanowa (Jennifer Hudson) – Wygrana - Najlepsza oryginalna piosenka: „Listen” (Henry Krieger, Anne Preven, Scott Cutler, Beyoncé Knowles) – Nominacja - Grammy - Najlepszy kompilacyjny soundtrack (Jennifer Hudson, Beyoncé Knowles, Anika Noni Rose, Eddie Murphy, Jamie Foxx, Sharon Leal, Harvey Mason Jr. & Damon Thomas) – Nominacja - Najlepsza piosenka filmowa – „Love You I Do” (Henry Krieger, Siedah Garrett) – Wygrana - MTV Movie Awards - Najlepszy występ (Jennifer Hudson) – Nominacja - Najlepszy występ (Beyoncé Knowles) – Nominacja - NAACP Image Awards - Najlepszy film – Nominacja - Najlepszy aktor (Jamie Foxx) – Nominacja - Najlepsza aktorka (Beyoncé Knowles) – Nominacja - Najlepszy aktor drugoplanowy (Danny Glover) – Nominacja - Najlepszy aktor drugoplanowy (Eddie Murphy) – Nominacja - Najlepsza aktorka drugoplanowa (Jennifer Hudson) – Wygrana - Najlepsza aktorka drugoplanowa (Anika Noni Rose) – Nominacja - Najlepszy album (soundtrack Dreamgirls) – Wygrana - Nagroda Satelita - Najlepszy film – komedia lub musical – Wygrana - Najlepsza reżyseria (Bill Condon) – Wygrana, łącznie z Clintem Eastwoodem i jego Sztandarem chwały - Najlepsza aktorka – komedia lub musical (Beyoncé Knowles) – Nominacja - Najlepsza aktorka drugoplanowa (Jennifer Hudson) – Wygrana - Najlepszy scenariusz adaptowany (Bill Condon) – Nominacja - Najlepsza oryginalna piosenka - „Love You I Do” (Henry Krieger, Siedah Garrett) – Nominacja - „Listen” (Henry Krieger, Anne Preven, Scott Cutler, Beyoncé Knowles) – Nominacja - Najlepszy montaż (Virginia Katz) – Nominacja - Najlepszy montaż dźwięku (Willie Burton, Michael Minkler, Bob Beemer, Richard E. Yawn) – Wygrana - Najlepsza dyrekcja artystyczna (John Myhre, Tomas Voth, Nancy Haigh) – Nominacja - Najlepsze kostiumy (Sharen Davis) – Nominacja - Screen Actors Guild Awards - Najlepsza obsada – Nominacja - Najlepsza aktorka drugoplanowa (Jennifer Hudson) – Wygrana - Najlepszy aktor drugoplanowy (Eddie Murphy) – Wygrana |